# Bombogenese
Bombogenese, engl. explosive cyclogenesis oder bombogenesis, ist in der Meteorologie die Bezeichnung für eine Unterform der Zyklogenese, die explosionsartige Entstehung von Wirbelstürmen durch starke Temperaturunterschiede, meist über dem Meer oder in günstiger Position im Bereich thermischer Zirkulationen von Jet streams.
Definiert wird die Bombogenese dadurch, dass der Kerndruck eines Tiefdruckgebietes rasant abnimmt (um mindestens 1 „Bergeron“) und dass zugleich der geostrophische Wind stündlich um mindestens 2 Knoten zunimmt. Die nach dem schwedischen Meteorologen Tor Bergeron benannte Einheit ist abhängig vom Breitengrad φ des Geschehens: 1 „Bergeron“ entspricht einem Druckabfall von 24 × sin(φ) / sin(60°) hPa in 24 Stunden. In höheren geografischen Breiten sind Bombogenesen daher seltener.
Bombogenesen werden beobachtet, wenn polare Kaltluft auf subtropische Luft stößt, wobei die Heranführung von warmen Luftmassen in vergleichsweise geringen Höhen (niedertroposphärische Advektion), sowie die Wirbelstärke (Vorticity/Dry Intrusion) ausschlaggebend sind.
Bombogenesen, die das Wetter in Deutschland beeinflussten, wurden zum Beispiel im Oktober 2020, im Februar 2022 und Anfang November 2023 über dem Atlantik beobachtet. Beim Orkan im Oktober 2020, der extremen Form einer Bombogenese, sank der Luftdruck innerhalb von 24 Stunden von 990 auf 910 hPa, was damals ein Rekordwert über dem Nordatlantik war. Auch die Bombogenese vom Februar 2022 galt als „rekordverdächtig“ mit wettersteuernden Jetstream-Geschwindigkeiten von rund 200 Knoten (ca. 370 km/h).